# Гарсия, Иван (легкоатлет)
Иван Гарсия Санчес (исп. Iván García Sánchez; род. 29 февраля 1972, Сантьяго-де-Куба, Орьенте) — кубинский легкоатлет, специалист по бегу на короткие дистанции. Выступал за сборную Кубы по лёгкой атлетике в 1990—2001 годах, обладатель бронзовой медали Олимпийских игр в Сиднее, серебряный призёр чемпионата мира в помещении, дважды серебряный призёр Игр доброй воли, серебряный и бронзовый призёр Всемирной Универсиады, двукратный чемпион Панамериканских игр, двукратный чемпион Центральноамериканских и Карибских игр, действующий рекордсмен страны в беге на 200 метров в помещении.

## Биография
Иван Гарсия родился 29 февраля 1972 года в Сантьяго-де-Куба.
Первого серьёзного успеха в лёгкой атлетике на международном уровне добился в сезоне 1990 года, когда вошёл в состав кубинской сборной и выступил на домашнем юниорском первенстве Центральной Америки и Карибского бассейна в Гаване, где вместе с соотечественниками одержал победу в зачёте эстафеты 4×100 метров.
В 1993 году в беге на 200 метров занял четвёртое место на чемпионате мира в Торонто. Будучи студентом, представлял Кубу на Всемирной Универсиаде в Буффало — выиграл бронзовые медали в дисциплине 200 метров и эстафете 4×100 метров. В тех же дисциплинах завоевал серебряную и золотую награды на Центральноамериканских и Карибских играх в Понсе. Также в этом сезоне стал шестым в эстафете 4×100 метров на чемпионате мира в Штутгарте.
В 1994 году на Играх доброй воли в Санкт-Петербурге дважды поднимался на пьедестал почёта: получил серебро в эстафетах 4×100 и 4×400 метров. На Кубке мира в Лондоне показал шестой результат в беге на 200 метров и пятый результат в эстафете 4×100 метров.
На Панамериканских играх 1995 года в Мар-дель-Плате победил на дистанции 200 метров и в эстафете 4×100 метров. В тех же дисциплинах стартовал на чемпионате мира в Гётеборге.
Благодаря череде успешных выступлений в 1996 году удостоился права защищать честь страны на летних Олимпийских играх в Атланте — участвовал в программе бега 200 метров и эстафеты 4×100 метров, в обоих случаях занял шестое место.
В 1997 году выиграл серебряную медаль на чемпионате мира в помещении в Париже, установив при этом ныне действующий рекорд Кубы — 20,46. Помимо этого, выиграл эстафету 4×100 метров на центральноамериканском и карибском чемпионате в Сан-Хуане, стал серебряным призёром на Всемирной Универсиаде в Катании. На чемпионате мира в Афинах в дисциплине 200 метров и эстафете 4×100 метров был четвёртым.
На Центральноамериканских и Карибских играх 1998 года в Маракайбо выиграл бронзовую медаль в беге на 200 метров и золотую медаль в эстафете 4×100 метров.
В 1999 году отметился выступлением на Панамериканских играх в Виннипеге, став в финале 200-метровой дисциплины четвёртым. На чемпионате мира в Севилье дошёл до полуфинала на дистанции 200 метров и занял четвёртое место в эстафете 4×100 метров.
Бежал эстафету 4×100 метров на Олимпийских играх 2000 года в Сиднее — вместе с соотечественниками Хосе Анхелем Сесаром, Фредди Майолой и Луисом Альберто Пересом-Риондой завоевал бронзовую олимпийскую медаль, уступив в финале только командам из США и Бразилии.
В 2001 году участвовал в эстафете 4×100 метров на чемпионате мира в Эдмонтоне, кубинцы сошли здесь с дистанции уже в ходе предварительного квалификационного этапа. По окончании сезона Гарсия завершил спортивную карьеру.